# Betty Schade

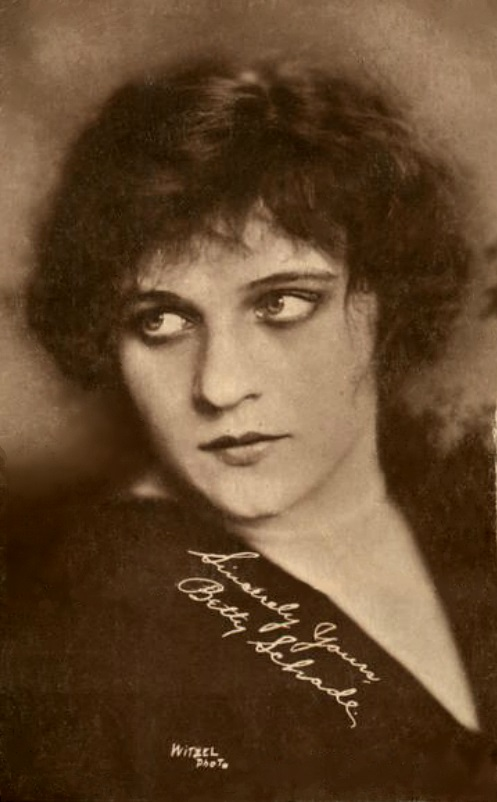
Betty Schade, etwa 1918

Betty Schade, geborene Frida Feddersen (* 27. März 1895 in Geestemünde, Bremerhaven, Deutsches Kaiserreich; † 27. März 1982 in Los Angeles, Kalifornien, Vereinigte Staaten) war eine deutsch-amerikanische Schauspielerin.

## Leben
Sie war ab 1914 mit dem Schauspieler Fritz Schade (1880–1926) verheiratet, mit dem sie ein Kind hatte. Gemeinsam wanderten sie 1912/1913 nach Kalifornien aus. Anfangs schlossen sie sich Mack Sennett an. Später waren sie unter Vertrag von Carl Laemmles Universal Pictures. Sie schrieb das Drehbuch für den Film Her Soul’s Song und drehte ihren letzten Film 1921. Ihr Schaffen umfasst rund 120 Produktionen.

## Filmografie
- 1913: The Jealous Waiter
- 1914: From Father to Son
- 1916: The Man from Bitter Roots
- 1917: A Midnight Mystery
- 1917: The Taming of Lucy
- 1918: The Scarlet Drop von John Ford: Betty Calvert
- 1918: A Woman’s Fool von John Ford: Katie Lusk
- 1919: The Girl with No Regrets von Harry F. Millarde
- 1919: Bare Fists von John Ford: Conchita
- 1920: The Soul of Youth von William Desmond Taylor: Maggie
- 1920: The Village Sleuth von Jerome Storm: Mrs. Richley